# Topkapi (pel·lícula)
Topkapi és una pel·lícula estatunidenca dirigida per Jules Dassin, estrenada el 1964. Ha estat doblada al català.

## Argument
Elizabeth Lipp, gran amant de les pedres precioses, contracta Walter Harper per organitzar el robatori de la daga del sultà incrustada de diamants i de maragdes conservada al Palau de Topkapı a Istanbul. Lipp i Harper recluten un acròbata, un colós i un expert en electrònica, després es reuneixen a Kavala, al nord de Grècia, en cerca del colom que haurà de passar la frontera turca amb el material necessari per al robatori...

## Repartiment
- Melina Mercouri: Elizabeth Lipp
- Peter Ustinov: Arthur Simon Simpson
- Maximilian Schell: Walter Harper
- Robert Morley: Cedric Page
- Jess Hahn: Hans Fisher
- Akim Tamiroff: Gerven el Grec
- Gilles Segal: Giulio
- Titos Vandis: Harback
- Joe Dassin: Josef
- Ege Ernart
- Senih Orkan
- Ahmet Danyal Topatan
- Despo Diamantidou

## Referència cultural i influències
El productor Bruce Geller va reconèixer haver-se inspirat molt en Topkapi  per al pilot de la seva sèrie Mission impossible. També ha inspirat el remake cinematogràfic Mission impossible (1996) de Brian De Palma.

## Premis i nominacions

### Premis
- 1965: Oscar al millor actor secundari per Peter Ustinov

### Nominacions
- 1965: Globus d'Or a la millor actriu musical o còmica per Melina Mercouri
- 1965: Globus d'Or al millor actor musical o còmic per Peter Ustinov